# Rathcool
Rathcool är en ort i republiken Irland.   Den ligger i grevskapet County Cork och provinsen Munster, i den sydvästra delen av landet, 230 km sydväst om huvudstaden Dublin. Rathcool ligger 126 meter över havet och antalet invånare är 198.
Terrängen runt Rathcool är platt åt nordväst, men åt sydost är den kuperad.Runt Rathcool är det glesbefolkat, med 11 invånare per kvadratkilometer. Närmaste större samhälle är Millstreet, 7,1 km väster om Rathcool. Trakten runt Rathcool består i huvudsak av gräsmarker.